# Cristaphanes
Cristaphanes is een kevergeslacht uit de familie van de boktorren (Cerambycidae). De wetenschappelijke naam van het geslacht werd voor het eerst geldig gepubliceerd in 2009 door Vives.

## Soorten
Cristaphanes omvat de volgende soorten:
- Cristaphanes bifidus Holzschuh, 2010
- Cristaphanes cristulatus (Aurivillius, 1916)
- Cristaphanes devexulus (Holzschuh, 1989)
- Cristaphanes filipinus Vives, 2009
- Cristaphanes fulvescens (Gressitt & Rondon, 1970)
- Cristaphanes pulvereus (Holzschuh, 1995)
- Cristaphanes ruber (Gressitt & Rondon, 1970)
- Cristaphanes striolatulus (Holzschuh, 2007)